# Adolphe Thiers

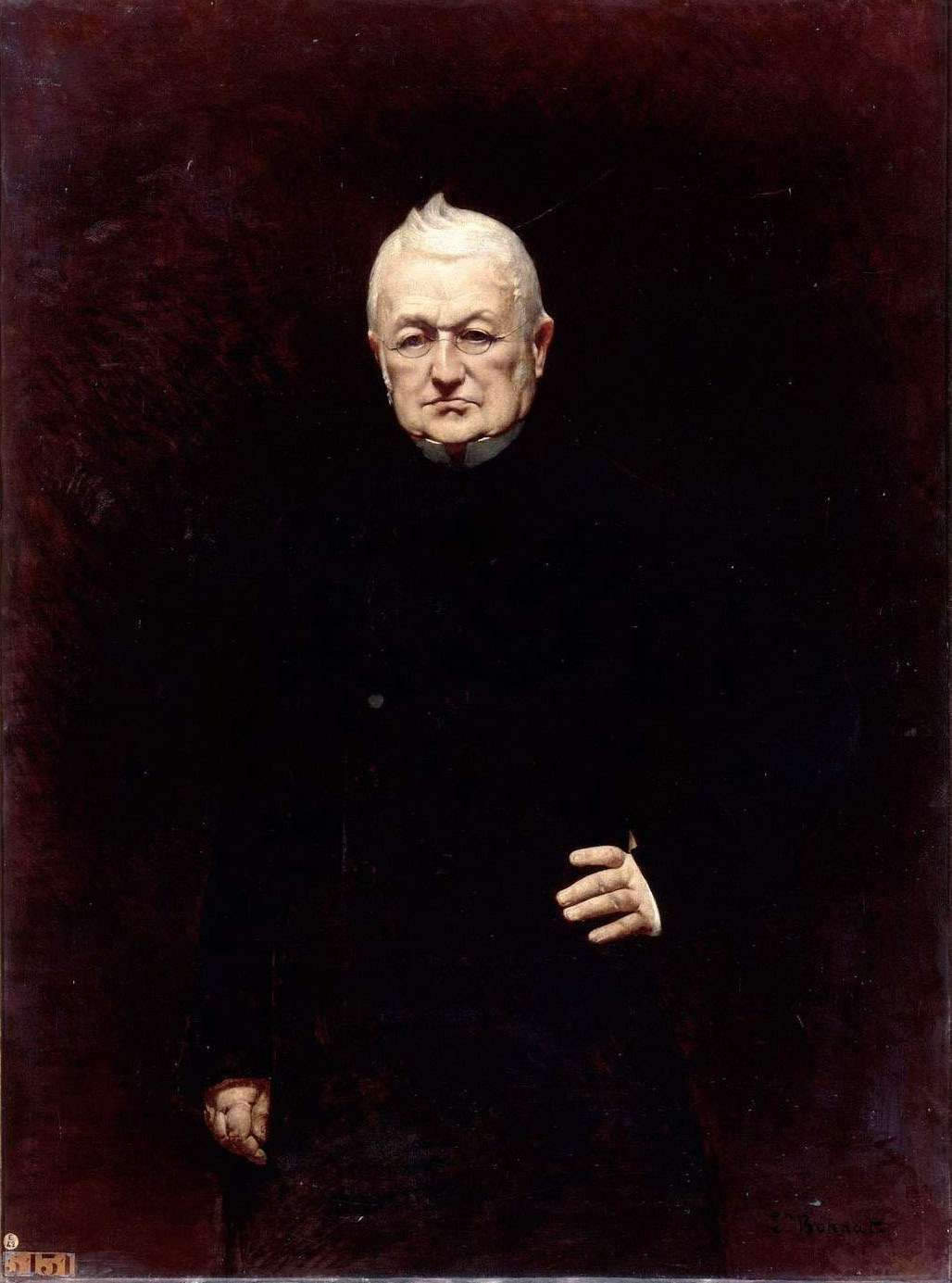
Adolphe Thiers

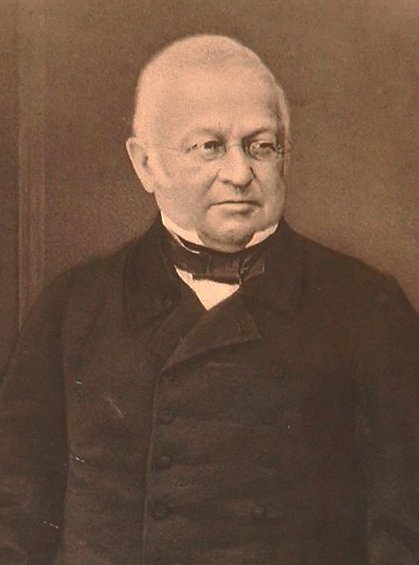
Adolphe Thiers

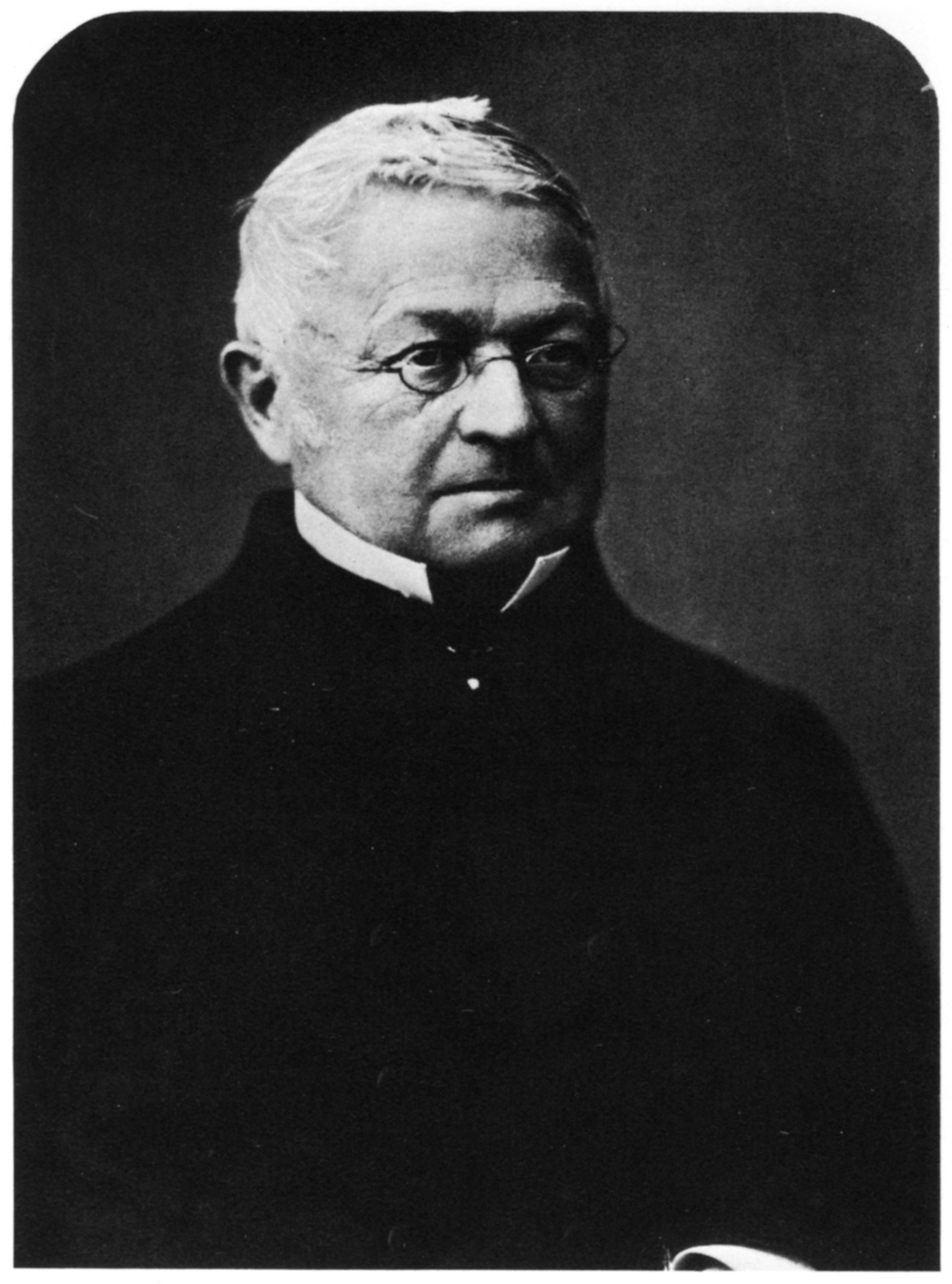
Adolphe Thiers

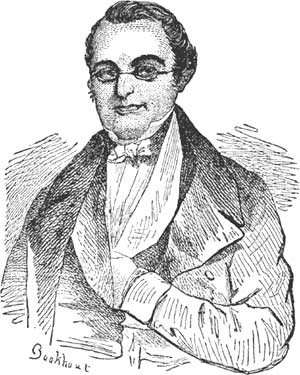
Adolphe Thiers

Adolphe Thiers (n. 18 aprilie 1797 – d. 3 septembrie 1877) a fost un avocat, jurnalist, istoric și om politic francez.
A deținut diferite funcții politice ca: prim-ministru în timpul lui Ludovic-Philippe, președinte interimar al Franței, președinte al Consiliului de Miniștri în perioada Monarhiei din Iulie, deputat în perioada celei de-A Doua Republici.
A fost ales membru în Academia Franceză în 1833.

## Biografie

### Tinerețea
Studiază la un liceu din Marsilia, apoi urmează Dreptul la Aix-en-Provence.
Aici îl cunoaște pe jurnalistul și istoricul François-Auguste Mignet.
Thiers se simțea atras mai mult de literatură decât de domeniul juridic.
În toamna lui 1821, Thiers ajunge la Paris și colaborează la ziarul Le Constitutionnel.
Devine cunoscut în cercurile liberale și începe lucrarea sa celebră, Histoire de la revolution française.
Primele două volume apar în 1823, iar ultimele două, în total fiind zece, în 1827.

### Monarhia din iulie
În 1830, Thiers îl susține pe Ludovic-Filip de Orléans în preluarea puterii și, pe la sfârșitul lui 1830, se orientează către stânga din punct de vedere politic, dar, nemulțumit de lipsa de autoritate a premierului Jacques Laffitte, în 1831 se îndreaptă spre opoziție, energicul Casimir Perier servindu-i drept model.
După moartea acestuia, intră în componența guvernului lui Nicolas Jean-de-Dieu Soult.
Împreună cu François Guizot și Victor de Broglie formează triada talentelor superioare care domină viața politică a epocii.
Deși este apreciat de Ludovic-Filip, Thiers este detestat de familia regală.
În 1833, se căsătorește cu Élise Dosne, ceea ce va aduce o îmbunătățire a situației sale financiare.
În timp ce Monarhia din Iulie își consolidează puterea, Thiers se îndreaptă spre centru-stânga și chiar spre stânga, evoluție determinată și de demersul regal de a-l îndepărta de prietenii săi, Guizot și Broglie, acțiune menită a întări autoritatea regelui.
Totuși, când Camera Deputaților acordă vot negativ guvernului lui Broglie, pe 22 februarie 1836, Ludovic-Filip îl nominalizează pe Thiers ca premier.
Pentru rezolvarea problemei Peninsulei Iberice, Thiers își exprimă clar dorința de a trimite în Spania trupe militare, ceea ce contravine opiniilor regelui Ludovic-Filip.
Atunci Thiers își prezintă demisia (1836).
În perioada 1837 - 1839, Thiers își manifestă tot mai clar dorința de revanșă, atacându-l mereu pe succesorul său, Mathieu Molé,
Suferă o puternică deziluzie prin alegerea lui Hippolyte Passy în fruntea Camerei Deputaților.
La 1 martie 1840 este din nou președinte al Consiliului de Miniștri, ca la 29 octombrie să fie îndepărtat în favoarea lui François Guizot.
Rămâne în Camera Deputaților, ca opozant de centru-stânga.

### A Doua Republică
Devenit republican, Thoiers susține Revoluția franceză de la 1848, care a condus la căderea cabinetului lui François Guizot, eternul său rival, căruia pe 23 februarie 1848 îi ia locul la solicitarea regelui Ludovic-Filip.
Pe 23 februarie 1848, regele Ludovic-Filip îi solicită să ocupe acest post, dar Thiers refuză fiind raliat cauzei Republicii.
Ales în guvernul provizoriu al celei de-a Doua Republici Franceze, Thiers își menține susținerea pentru dreapta conservatoare în defavoarea socialiștilor.
Mai mult, va susține canditatura la președinție a lui Napoleon al III-lea.

### Al doilea Imperiu
Opunându-se loviturii de stat din 2 decembrie 1851 al lui Napoleon al III-lea, Thiers se refugiază în Elveția, revine în 1852, dar se menține în afara scenei politice în această perioadă a celui de-al Doilea Imperiu, căruia îi era opozant.
Situația devine mai liberală prin anii 1860.
Thiers este ales deputat de Paris, iar în 1863 devine liderul opoziției liberale.
După înfrângerea de la Sedan din 1870, Franța menține deschis conflictul cu Prusia, inițiat de Napoleon al III-lea.

### A Treia Republică (Comuna din Paris, 1871)
La 17 februarie 1871, Adunarea Națională, refugiată la Bordeaux, îl alege pe Thiers șef al puterii executive al Republicii Franceze, în timp ce regele Prusiei proclamă, la Versailles, supremația Imperiului German și încheie cu Bismarck, în același an, așa-numitul Tratat de la Frankfurt.
Temerea restaurării monarhiei și refuzul armistițiului conduc la insurecție și la proclamarea Comunei din Paris.
Thiers reprimă cu brutralitate această insurecție și conduce represaliile împotriva revoluționarilor, care sunt arestați și în mare parte executați după o judecată sumară.
Datorită implicării în acest măcel, va pierde alegerile prezidențiale, care vor fi câștigate de mareșalul Patrice de Mac Mahon.

### Președinte al republicii (1871 - 1873)
Numit președinte al republicii, inițiază reforme administrative, fiscale și militare.
Dar nu reușește să stabilească un dialog între republicani și monarhiști.
Astfel, Pactul de la Bordeaux din 10 martie 1871 este considerat ca un reviriment al republicanismului de către monarhiști care, pe 13 martie 1873 votează legea Broglie, care nu permite președintelui republicii să se adreseze adunării naționale, decât printr-o scrisoare citită de unul din miniștri.
Pe 24 mai 1873, Thiers demisionează din funcția de președinte.

## Opere
Adolphe Thiers este autorul unui număr de importante lucrări academice:
- Histoire de la Révolution française, Paris: Furne, 1839 (10v.);
- Histoire du Consulat et de l'Empire, Paris:Paulin et al., 1845 - 1862 (21v.);
- De la propriété, Paris: Paulin, 1848;
- traducere St.Bagescu, Despre proprietate, București, Imprimeria Nifon Mitropolitu, 1860.

## Posteritatea
Thiers rămâne pentru posteritate un "eliberator de teritorii" (cum a fost numit de către Léon Gambetta), deoarece a negociat eliberarea unor teritorii ocupate de Prusia (cu excepția regiunii Alsacia-Lorena).
Totuși, pentru a satisface pretențiile Prusiei, a fost nevoit să contracteze mari împrumuturi financiare, care însă au fost onorate pe 16 septembrie 1873.